# L'alieno (album Luca Madonia)
L'alieno è un album di Luca Madonia, pubblicato il 16 febbraio 2011.

## Tracce
1. L'alieno (con Franco Battiato)
2. Non è un gioco
3. Il meglio arriva domani
4. Eternità
5. Le occasioni della vita
6. Il vento dell'età (con Carmen Consoli)
7. La notte dell'addio

## Formazione
- Luca Madonia - voce, chitarra
- Carlo Guaitoli - pianoforte, tastiere

## Classifiche
| Paese  | Posizione raggiunta |
| ------ | ------------------- |
| Italia | 48                  |